# Кадън (1908 – 1909)
„Кадън“ (на османски турски: قادين; на турски: Kadın, в превод жена) е османско женско списание, излизало в Солун, Османската империя от 13 октомври 1908 до 25 май 1909 година.
Издаването на „Кадън“ започва след реформите на Младотурската революция и то е първото женско списание в града. В мениджмънта и редакцията на списанието влизат големи имена и редакцията поддържа добри връзки с младотурския Комитет за единство и прогрес в града. Мениджърът му Енис Авни, участва в Похода към Цариград на 31 март 1909 г. Списанието се занимава с женското образование, участието на жените в социалния живот, женските организации.